# سانشا
سانشا (به لاتین: Sansha) یک شهر مرکزی در جمهوری خلق چین است که در هاینان واقع شده‌است. سانشا ۱٬۴۴۳ نفر جمعیت دارد.